# Harrison Phillips
Harrison Foster Phillips (Omaha, Nebraska, 25 de enero de 1996) más conocido como Harrison Phillips, es un jugador profesional estadounidense de fútbol americano que se desempeña en la posición de defensive tackle en Minnesota Vikings, equipo de la National Football League (NFL).

## Carrera
Fue seleccionado en la tercera ronda en la Reunión Anual de Selección de Jugadores de la NFL de 2018. Hizo su debut profesional con el equipo Buffalo Bills, en el cual jugó cuatro temporadas (2018-2022), luego pasó a Minnesota Vikings, donde lleva jugando dos temporadas.